# Паоло Нутини
Паоло Джовани Нутини (на италиански: Paolo Giovanni Nutini) е шотландски певец с италиански корени и композитор на песни.
Бащата на Нутини е от италиански произход, но семейството му вече четвърто поколение живее в Шотландия, тъй като майка му идва от Глазгоу. От десетилетия те притежават заведение в града. Нутини трябвало да го наследи, но още като ученик работи в звукозаписни студия и непременно иска да стане музикант.

## Музика
Музиката му е най-близка до инди рока. Влияе се от Дейвид Боуи, Джо Кокър, Оуейсис, Бийтълс, Джак Джонсън, Пинк Флойд и Флийтуд Мак.

## Кариера
Малко след 18-ия си рожден ден Нутини подписва първия си голям звукозаписен договор с Atlantic Records. През лятото на 2006 г. издава дебютния си албум – These Streets, който достига до 3-то място в британските музикални класации, а междувременно постига успех и в континентална Европа. Преди това, през май 2006, се появяват два негови сингъла като първият (These Streets) е разпространяван само в интернет безплатно.
На 10 декември той е подгряващ изпълнител на Лед Цепелин в първия им концерт на живо от 27 години насам. През 2007 г. има изяви във фестивалите „Rock im Park“ и „Pinkpop“.
През юни 2009 г. се появява и новият му албум Sunny Side Up, с който достига върха на музикалните класации във Великобритания.

## Дискография

### Албуми
- 2006: These Streets
- 2007: These Streets: Festival Version
- 2009: Sunny Side Up

### Сингли
- 2006: These Streets (като безплатен сингъл)
- 2006: Last Request
- 2006: Jenny Don’t Be Hasty
- 2006: New Shoes
- 2007: Rewind
- 2009: Candy
- 2009: 10/10